# Tiếp sức mùa thi
Tiếp sức mùa thi là một chương trình tình nguyện xã hội hàng năm do Trung ương Hội Sinh viên Việt Nam, Bộ Giáo dục & Đào tạo, Báo Thanh Niên & Trung tâm Hỗ trợ Học sinh - Sinh viên (TP. Hồ Chí Minh) cùng phối hợp thực hiện, với mục đích hỗ trợ, động viên các thí sinh & phụ huynh tham dự Kỳ thi tốt nghiệp trung học phổ thông và tuyển sinh vào Đại học - cao đẳng.  

## Lịch sử hình thành

### Từ "Hỗ trợ thí sinh dự thi đại học cao đẳng"
Những năm 1990, nhiều thế hệ 7x-8x cuối cấp Trung học phổ thông phải chuẩn bị "một kỳ thi tốt nghiệp, hai kỳ thi đại học, một kỳ thi cao đẳng". Lúc này, các trường đại học được quyền tự ra đề thi dựa theo bộ đề của Bộ Giáo dục và Đào tạo. Thí sinh buộc phải dự thi ở các trường đã đăng ký nguyện vọng, đăng ký bao nhiêu trường thì phải dự bấy nhiêu kỳ thi. Đó là chưa kể các tính toán mang tính “cân não” hay những cuộc tranh cãi khó tránh khỏi trong gia đình về đề tài chọn khối, chọn trường, và phải tham gia ở các thành phố lớn. 
Năm 1997, xuất phát từ những khó khăn và bị “cò mồi” xe ôm ăn hiếp, hăm dọa tại bến xe, nhóm sinh viên Trường Đại học Bách khoa, Đại học Quốc gia Thành phố Hồ Chí Minh đã nảy ra ý tưởng đặt điểm đón thí sinh tại các bến xe. Nhóm sinh viên đến Thành đoàn trình bày nguyện vọng về hoạt động tình nguyện này, Ban Thường vụ Thành đoàn lúc bấy giờ thấy ý tưởng rất hữu ích và nhân văn nên đã giao cho Trung tâm Hỗ trợ Sinh viên Thành phố Hồ Chí Minh (nay là Trung tâm Hỗ trợ Học sinh sinh viên) trực tiếp tổ chức thực hiện. Từ đó một chương trình tình nguyện mang tên “Hỗ trợ thí sinh dự thi đại học, cao đẳng” ra đời với mục tiêu hỗ trợ, giảm tải áp lực thi cử cho thí sinh cũng như người nhà thí sinh, góp phần bảo đảm kỳ thi diễn ra an toàn, thuận lợi. 
Những ngày đầu tiên hoạt động, lực lượng tham gia là một nhóm nhỏ sinh viên tình nguyện với chiếc bàn tư vấn đơn sơ đặt tại trụ sở Thành đoàn TP Hồ Chí Minh, có nhiệm vụ chính là tư vấn, hướng dẫn thí sinh của các điểm thi tại Thành phố Hồ Chí Minh dự thi đúng thời gian, địa điểm, quy chế.
Trong 5 năm tổ chức, chương trình đã phát triển về mọi mặt, trở thành điểm tựa tin cậy của các thí sinh trước kỳ thi mang tính chất “ngưỡng cửa cuộc đời”. Từ 25 thành viên ban đầu, số lượng sinh viên tình nguyện tham gia Chương trình đã tăng lên 112 vào năm 2001. Lượng địa điểm nghỉ trọ miễn phí, giá rẻ cũng tăng từ 400 lên hơn 3.700; số thí sinh được tư vấn, hỗ trợ tăng từ 250 lên hơn 1.900 lượt.

### Đến "Tiếp sức mùa thi"
Kể từ năm 2001, với sự đồng hành của Bộ Giáo dục và Đào tạo, Trung ương Hội Sinh viên Việt Nam, Trung tâm Hỗ trợ Học sinh - Sinh viên TP.HCM đã phối hợp với Công ty Cổ phần Tập đoàn Thiên Long mở rộng phạm vi chương trình lên toàn quốc với tên gọi mới: “Tiếp sức mùa thi”. Ban đầu, chương trình tập trung chủ yếu tại các thành phố lớn, tập trung đông thí sinh như Hà Nội, TP Hồ Chí Minh, sau này nhân rộng ra thêm Nghệ An, Thái Nguyên, Hải Dương, Nam Định, Đà Nẵng, Bình Định, Đăk Lăk, Đà Nẵng, Hải Phòng, Cần Thơ và một số địa phương khác. 
Tại Thành phố Hồ Chí Minh, mỗi năm có tới hàng chục nghìn sinh viên tình nguyện chia đội hình “trực chiến” ở tất cả các bến xe, nhà ga, trạm xe buýt, các trường đại học, cao đẳng, khu vực nhà trọ đông thí sinh, nút giao thông, địa điểm thi… Qua đó, giải quyết được hầu hết khó khăn cho thí sinh, góp phần không nhỏ giúp các kỳ thi “ba chung” (Kỳ thi tốt nghiệp, Kỳ thi vào Đại học) thành công tốt đẹp.
Giai đoạn 2002 đến 2014, số điểm nghỉ trọ miễn phí, giá rẻ mà Chương trình “Tiếp sức mùa thi” vận động được tại TP Hồ Chí Minh đã tăng từ gần ba nghìn lên hơn 37 nghìn. Trong đó, năm 2013, lượng điểm nghỉ trọ vận động được đã đạt  hơn 42 nghìn, trở thành một cộng đồng tình nguyện lớn chưa từng có với những “ba, má tình nguyện” mang đậm “chất” phong trào miền Nam.
Năm 2011, nhân kỷ niệm 15 năm chương trình, chương trình bổ sung hai nội dung hoạt động lớn: Hỗ trợ khẩn cấp và trao học bổng tặng thí sinh đặt biệt khó khăn ngay trong kỳ thi, mở rộng triển khai chương trình ở các tỉnh,thành lên con số 12. Đến năm 2014, sau khi Bộ Giáo dục và Đào tạo đưa ra một số thay đổi trong kỳ thi tuyển sinh đại học, cao đẳng, “Tiếp sức mùa thi” lập tức chuyển trọng tâm sang các hình thức tại chỗ như trao suất ăn, nước uống, hỗ trợ giữ hành lý, tư trang trong thời gian thi; vận động học bổng tặng thí sinh vượt khó, giới thiệu nơi ở giá rẻ…
Năm 2015, Bộ Giáo dục Đào tạo triển khai phương án xét tuyển Đại học - Cao đẳng theo phương thức "Kỳ thi 2 trong 1" (Kỳ thi trung học phố thông quốc gia); chương trình Tiếp sức mùa thi mở rộng quy mô triển khai thêm trên 23 tỉnh/thành phố như Trà Vinh, Lâm Đồng . Năm 2016, chương trình mở rộng thêm giai đoạn 2 như hướng dẫn thí sinh nộp hồ sơ xét tuyển vào các trường Đại học, cao đẳng. Bên cạnh đó, chương trình giới thiệu các hoạt động hỗ trợ sinh viên đầu năm học để sinh viên nắm bắt thông tin trước khi nhập học tại Thành phố Hồ Chí Minh và các thành phố lớn...
Năm 2017, Tiếp sức mùa thi được triển khai tại tất cả địa phương trên toàn quốc. Ngoài lực lượng tình nguyện viên , chương trình còn có sự tham gia của lực lượng thanh niên tình nguyện tại địa phương tham gia các nhiệm vụ bám sát vào nhiệm vụ chính trị của địa phương, đơn vị (đoàn viên thanh niên phường, xã, doanh nghiệp...) đối với các điểm thi tại địa phương.

## Thời gian, nội dung chương trình
Tiếp sức mùa thi diễn ra từ tháng 5 đến hết tháng 8 hàng năm, được chia làm 2 giai đoạn:
- Giai đoạn 1: Hỗ trợ, động viên thí sinh và phụ huynh vào những ngày cao điểm của Kỳ thi tốt nghiệp trung học phổ thông (cuối tháng 6 hàng năm), bao gồm: hướng dẫn thí sinh làm thủ tục, thời gian và phòng thi; đảm bảo trật tự an toàn giao thông; phối hợp với điểm thi, cơ quan chức năng về các vấn đề phát sinh của thí sinh, tặng các vật phẩm, thức ăn, vé xe... hỗ trợ thí sinh trước và sau mỗi buổi thi.
- Giai đoạn 2: Hỗ trợ các thí sinh trong việc chọn trường, chọn ngành; tư vấn thí sinh về xét nguyện vọng, làm thủ tục, hồ sơ nhập học đại học trên các phương tiện mạng xã hội; hỗ trợ tìm trọ, tìm việc làm cho tân sinh viên; trao phần quà, học bổng cho những tân sinh viên có hoàn cảnh khó khăn...

## Ý nghĩa

### Sức hấp dẫn của chương trình
Do ý nghĩa đầy nhân văn và hữu ích nên "Tiếp sức mùa thi" được sự hưởng ứng, ủng hộ và tham gia tích cực của rất nhiều thành phần trong xã hội, từ học sinh, sinh viên đến người dân. Những chiếc "áo xanh, cổ đỏ" của tình nguyện viên tham dự chương trình xuất hiện ở khắp mọi nơi từ nhà ga, bến xe, trên các tuyến đường, các điểm thi... vào những ngày hè vốn nắng nóng. 
Mỗi năm, chương trình có hơn 30 nghìn lượt sinh viên đăng ký tham gia tình nguyện cả trên mặt trận trực tuyến và trực tiếp, nhưng chỉ có khoảng 3.000 - 6.000 lượt sinh viên tình nguyện được chọn để tham gia tiếp sức tại TP. Hồ Chí Minh, tỷ lệ chọi còn khốc liệt hơn cả thi vào đại học. Điều đó chứng tỏ chương trình chưa bao giờ giảm sức hút sau gần 30 năm tổ chức.
Không chỉ có sự tham gia của những sinh viên tình nguyện, mà ngay cả học sinh lớp 10, 11 hay đoàn viên, thanh niên đã ra trường đều mong muốn "tiếp sức" cho các sĩ tử. 

### Lan tỏa tính nhân văn sâu sắc
"Tiếp sức mùa thi" đã giúp hàng triệu thí sinh mỗi năm được động viên để vượt qua những khó khăn, rào cản thẳng tiến vào con đường đại học, tiếp thu tri thức để có được tương lai tươi sáng, nhờ sự ủng hộ, hỗ trợ từ rất nhiều đơn vị, cơ quan, và xã hội. Rất nhiều "thí sinh" sau này đã đăng kí tham gia "Tiếp sức mùa thi", như một sự tiếp sức, là cánh tay dài với nhiều thế hệ thí sinh sau này. 
Tại Thành phố Hồ Chí Minh, nơi được xem là "cái nôi" của chương trình, nhiều hoạt động sáng tạo được thực hiện để giúp đỡ thí sinh và phụ huynh một cách tốt nhất như in thông tin lên giấy báo thi, dán thông tin trên xe bus, tư vấn trực tiếp qua nhiều kênh thông tin, tổ chức đội hình xe ôm tình nguyện, hỗ trợ thí sinh khó khăn. Ở Cần Thơ, bằng mô hình "Liên chi hội sinh viên vùng miền", nhờ sức mạnh của công nghệ, nền tảng mạng xã hội,... Từ đó, các sinh viên có thể hỗ trợ các thí sinh từ công tác ôn luyện thi, chọn trường chọn ngành, tâm lý, sức khỏe mùa thi cho tới các hoạt động tiếp sức trong những ngày kỳ thi diễn ra.
Những năm gần đây, dưới sự phát triển của thời đại số, Tiếp sức mùa thi "đổi mới, sáng tạo hơn" bằng những cách làm đậm chất trẻ trung, mới mẻ hơn, từ những hoạt động gây quỹ, làm mô hình, sản phẩm... nhằm động viên cho thí sinh ; cho đến những sản phẩm, băng rôn, khẩu hiệu cổ vũ đầy sáng tạo được các bạn sinh viên tạo ra. Đặc biệt, hình ảnh sinh viên tình nguyện "che ô" cho thí sinh, bất kể mưa nắng đã trở thành hình ảnh ấn tượng không thể thiếu trong mỗi mùa Tiếp sức mùa thi.
 
Bên cạnh đó, với việc xuất hiện nhiều Kỳ thi riêng biệt để xét tuyển vào đại học, những hoạt động tương tự càng được phát huy hơn qua cách tổ chức, tinh thần tình nguyện của sinh viên với phụ huynh, thí sinh. 